# Лирическое «Я»
Лирическое «Я» — понятие, первоначально введённое в литературоведение Маргарете Зусман в начале XX века с опорой на философские идеи Ф. Ницше. Лирическое «я» понималось «не как персональное, а как „дионисийское“, преступающее границы „субъективности“, и в вечном возвращении живущее я, обретающее в поэте своё обиталище: лирическое „я“ является формой, которою поэт создает из данного ему „я“» . Таким образом, лирическое «я» — это некий повествователь, существующий исключительно в лирике и, с одной стороны, соотносимый с автором, имеющим именно его в качестве основания, с другой стороны, сколь угодно далеко отходящий от него в рамках лирического стихотворения. По мнению некоторых исследователей, лирическое «я» следует отличать от лирического героя: лирическое «я» — это «субъект-в-себе», то есть способ видения мира, специальный «оптический прибор», некая призма, которой пользуется автор лирического стихотворения. Но при этом она «не существует в качестве самостоятельной темы» , то есть не становится описывающим лирическим героем, который является «субъектом для себя».